# Цуру, Сигэто
Сигэто (Сигето) Цуру (яп. 都留 重人 Tsuru Shigeto, 6 марта 1912 — 5 февраля 2006) — японский экономист и политик. Находился под влиянием институционализма и марксизма. Высокая оценка его научных достижений снискала ему пост президента Международной экономической ассоциации и почётные степени иностранных университетов (он был одним из двух японских граждан, получивших таковую от Гарвардского университета).

## Ранние годы и учёба
Сигэто Цуру родился в 1912 году в семье инженера-промышленника из Нагои, где и пошёл в школу. Во время учебы в Токио он в 1929—1930 годах был вовлечён в левую политику в качестве студенческого лидера «Антиимпериалистической лиги», протестовавшего против планов агрессии японских вооруженных сил в Китае. Провёл в заключении несколько месяцев и был исключён из своего учебного заведения. Поскольку ему было запрещено поступать в японский университет, его отправили за границу в Америку, чтобы завершить образование. В течение года учился в колледже Лоуренса, а затем на бакалавриате в Висконсинском университете в Мэдисоне. Его основные академические исследования были сосредоточены на социальной психологии и философии.
Его первая крупная публикация в академическом журнале, The Meaning of Meaning, вышла в 1932 году. На первом курсе он перевёлся в Гарвард (Кембридж, штат Массачусетс), на экономическом факультете которого получил степень бакалавра в 1935 году и доктора философии в 1940 году .
Он стал одним из признанных интеллектуальных лидеров среди аспирантов-экономистов того времени, таких как Пол Самуэльсон, Ричард Гудвин, Роберт Брайс, Роберт Триффин, Абрам Бергсон, Джон Кеннет Гэлбрейт, Алан Суизи, Пол Суизи, Вольфганг Столпер, Ричард А. Масгрейв., Евсей Домар, Джеймс Тобин, Джо С. Бейн и Роберт Солоу. 
Его опубликованные до Второй мировой войны работы по марксистской экономической теории были расценены как особенно оригинальные и важные — например, «О схемах воспроизводства» (On Reproduction Schemes) в приложении к «Теории капиталистического развития» Пола Суизи (1942). Йозеф Шумпетер, научному руководству которого Цуру был во многом обязан, в своей «Истории экономического анализа», говоря о связи между Марксом и Кенэ, отмечает, что по этому поводу «заинтересованный читатель найдет всё в приложении Сигето Цуру к тому Суизи». Цуру участвовал в развитии марксистского ежеквартального журнала Science & Society.

## Личная жизнь
Сигето Цуру женился на Масако Вада в июне 1939 года. Она была дочерью известного доктора Короку Вада (который позже стал президентом Токийского технологического института), приходившегося братом Коити Кидо, лорда-хранителя печати Японии. У них родилось три дочери.

## Вторая мировая и послевоенный период
Через несколько месяцев после Пёрл-Харбора Цуру, в 1940—1942 годах работавший преподавателем в Гарварде, и его жена были репатриированы как подданные враждебного государства и вернулись в Японию, где на базе Токийского коммерческого колледжа создали промышленное училище (нынешний университет Хитоцубаси), ректором которого в конечном итоге станет Цуру.
В 1944 году он был призван в японскую армию, но через три месяца был демобилизован и приглашён на работу в министерство иностранных дел. Какую роль он там играл, точно неизвестно, но записи показывают, что он был отправлен в Советский Союз в марте 1945 года и вернулся в Токио в конце майских воздушных налётов на город.
Во время американской оккупации Цуру сначала служил советником по экономическим вопросам в Экономическом и научном отделе командования союзными оккупационными силами. Затем, во время краткого правления социалистического правительства премьер-министра Тэцу Катаямы, 35-летний Цуру в 1947 году был назначен заместителем главы Совета по экономической стабилизации в статусе замминистра. Его работа там наиболее известна тем, что он составил «Экономическую Белую книгу» 1947 года. 

## Позднейшая жизнь
В течение последующих лет вернулся в токийский университет Хитоцубаси, где основал Институт экономических исследований и занял должность его директора, а затем — ректора всего университета. Читал лекции в вузах США, Индии, Таиланда, Австралии, Италии и других стран.
Когда он вышел на пенсию в 1975 году, у него было опубликовано 12 томов его работ на японском языке, один том с третью его многочисленных англоязычных статей, семь книг, первоначально вышедших на английском языке и несколько курсов его лекций.
Позже он присоединился к штату крупной японской газеты «Асахи симбун» в качестве советника редактора, а затем стал профессором факультета международных исследований в Университете Мэйдзи Гакуин, откуда окончательно вышел на покой в 1990 году. 

## Вклад в экономическую науку
В центре внимания послевоенных работ Цуру — проблемы макроэкономической динамики, особенности циклического развития японского капитализма, вопросы регулирующей функции государства в капиталистической экономике, издержки монополистического хозяйствования. При этом экономист в своих трудах («Статьи по японской экономике», 1958; «Японское экономическое чудо закончилось», 1978) пытался определить функциональные взаимозависимости не просто между агрегативными экономическими переменными (инвестиций, занятости, национального дохода), но и между долговременными факторами экономического роста и институционными принципами общества. Понимая экономические циклы как закономерное явление, Цуру под влиянием Шумпетера усматривал их причину в колебаниях инвестиционной активности и накопления капитала, которые, в свою очередь, объясняет волнообразным притоком нововведений в экономику и принципом акселерации.
Будучи критиком капитализма и сторонником его государственного регулирования, Цуру уделял большое внимание вопросам программирования и прогнозирования экономики. Особенно Цуру беспокоили тенденции государственно-монополистического капитализма: в частности, препятствия, чинимые частными монополиями государственному предпринимательству и регулированию, а также отрицательные последствия подчинения социальной сферы и окружающей среды логике погони за прибылью, что приближает экологический кризис. Считая неизбежным распад такой капиталистической организации общественного производства, экономист призывал к её трансформации посредством экологически ответственного социально-экономического развития, отказавшегося от использования показателей валового внутреннего продукта и национального дохода в качестве единственных ориентиров эффективности («Политика и экономика в борьбе против загрязнения окружающей среды», 1972).